# 셔노아 스밋맥피
셔노아 스밋맥피(영어: Sianoa Smit-McPhee, 1992년 2월 21일 ~ )는 오스트레일리아의 배우, 가수이다. 공포 영화 《치어리더는 모두 죽는다》(2013)에 케이틀린 스테이시와 함께 주인공으로 출연하였다. 그녀의 이름 '셔노아(Shan-Noah)'는 그녀의 어머니가 지은 것인데, 아들을 낳았을 때 붙이려던 남자 이름 노아(Noah)에 본인의 어린 시절 친구 이름 샨(Sian)을 붙인 것이라고 한다.

## 출연 작품

### 영화
- Touchback (2011)
- 치어리더는 모두 죽는다 (2013)
- 몰: 데이투킬 (2014, Mall)
- 폴른: 추락천사 (2016)

### 텔레비전
- 헝 (2009-11)
- 필라델피아는 언제나 맑음 (2012)
- 크리미널 마인드 (2014)